# Dorfkirche Großwoltersdorf

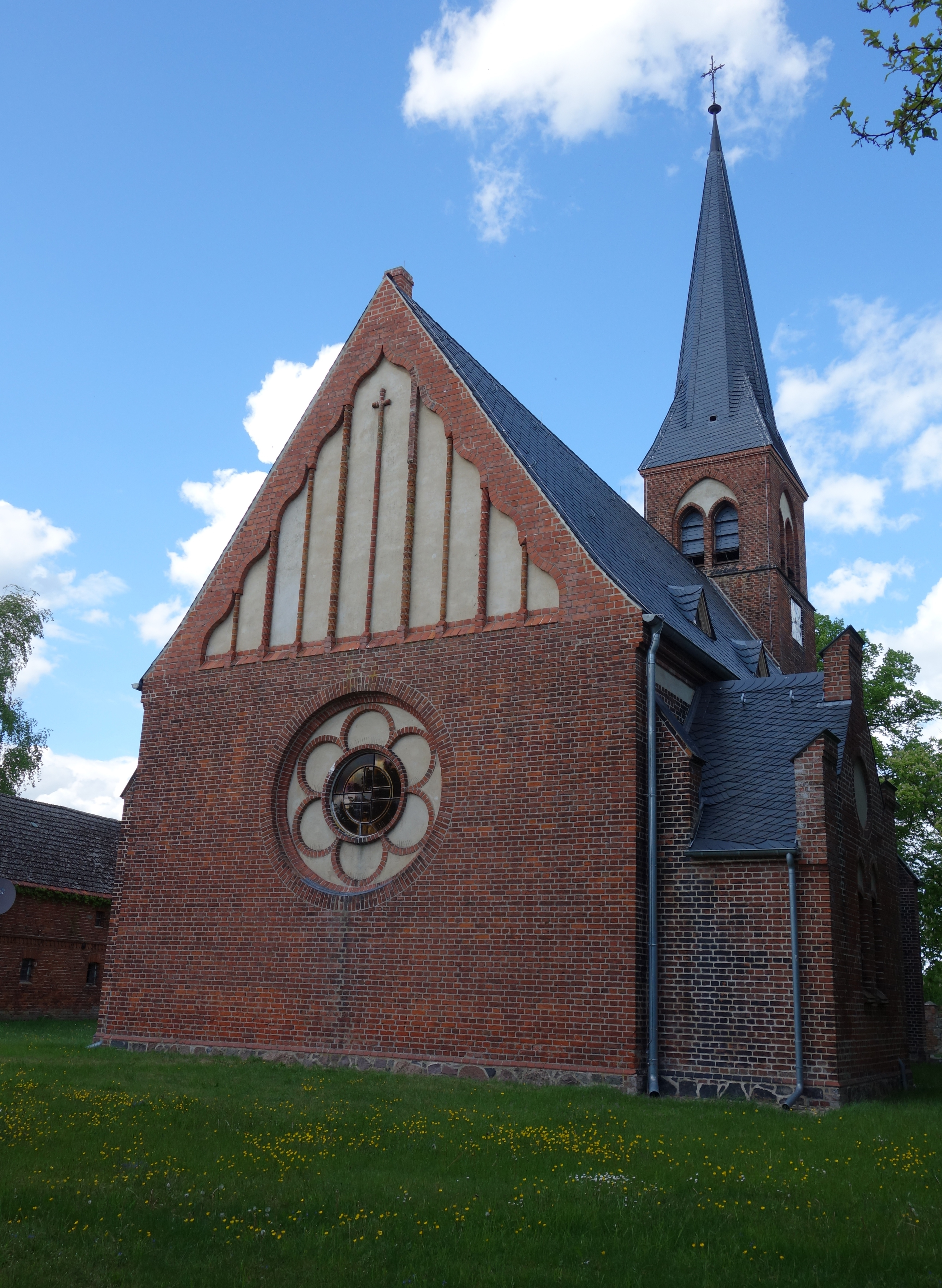
Südansicht mit Chorgiebel

Die Dorfkirche Großwoltersdorf ist ein neugotisches Kirchengebäude im Ortsteil Großwoltersdorf der Gemeinde Großwoltersdorf im Landkreis Oberhavel des deutschen Bundeslandes Brandenburg. Sie gehört zum Pfarramt Gransee im Kirchenkreis Oberes Havelland der Evangelischen Kirche Berlin-Brandenburg-schlesische Oberlausitz.

## Architektur
Die schiefergedeckte Saalkirche mit Satteldach wurde 1901 anstelle eines Vorgängerbaus aus dem 16. Jahrhundert errichtet. Die knapp 22 m lange und 10 m breite Kirche ist nicht in Ost-West-Richtung ausgelegt. Der quadratische, eingezogene Turm steht an der Nordseite. Der Chorgiebel im Süden enthält Elemente des Vorgängerbaus.

## Innengestaltung
Die Bemalung des Kreuzgewölbes im Turmraum ist der Bemalung der Vorgängerkirche nachempfunden.